# Thefarie Velianas
Thefarie Velianas est le nom qui apparaît sur les Lamelles de Pyrgi, datées d'environ 500 av. J.-C., comme étant celui qui a dédié le temple à la déesse Astarté (Uni pour les Étrusques).

## Histoire et interprétations
« De Thefarie Velianas le nom propre est en lui-même intéressant. La présence de Thefarie au VIe siècle av. J.-C. rappelle le Thebris véien et le Tiberinus albain, éponymes du Tibre, laissant supposer l'existence d'un filon légendaire étrusque concernant un mythique Thebris, altéré et confus par les traditions romaines. »

— Ludovico Magrini, en « Archeologia », n° 25, janvier-février 1965.

Selon l'interprétation faite par Sabatino Moscati du texte punique de la lamelle, Thefarie Velianas était le « roi » (MLK) de Caere (aujourd'hui Cerveteri) dont Pyrgi était le port : 

« À la dame Astarte. Ceci est le lieu sacré  / qui a fait et qu'a donné / Thefarie Velianas, régnant / sur Caere ... »

— Sabatino Moscati, Italia Punica, Rusconi, Milan, 1995, p. 348.
Hormis le nom, peu de choses sont connues de ce personnage, le plus ancien haut magistrat étrusque dont nous possédons les preuves formelles de son existence. Les autres, le lucomone de Chiusi, Porsenna, le roi de Rome Tarquin et Mastarna, sont connus à travers des sources littéraires comme Ab Urbe condita libri de Tite Live.
Caere est alors une ville plutôt hostile à Carthage. Le fait que les lamelles d'or avec la dédicace de Velianas soit rédigées en deux langues, l'étrusque et le punique, tend à démontrer que Thefarie Velianas a été imposé aux Étrusques par les Phéniciens à l'intérieur des alliances anti-helléniques dans la mer Tyrrhénienne. Il est probable que Carthage ai tiré profit de la crise provoquée par l'expulsion des Tarquins de Rome aux environs de l'année 509 av J.-C., afin de réaffirmer son contrôle des côtes de la mer Tyrrhénienne. Les traités Rome-Carthage datent de la même époque.
Ludovico Magrini écrit :

« L’hommage  de Thefarie Velianas à la déesse Astarté a été interprété soit comme une manifestation de sympathie envers l'allié soit comme une démonstration de soumission. »

— Ludovico Magrini, cit..
Tandis que Moscati souligne : 

« ...en synthèse Thefarie Velianas voulut rendre hommage à une déesse carthaginoise dans sa ville et il le fit de la façon la plus visible et onéreuse. »

— Sabatino Moscati, Italia Punica, Rusconi, Milan, 1995, p. 350
Caere est la seule ville étrusque à maintenir un thesaurus près du temple de Delphes, en Grèce, ce qui est le signe d'une politique étrangère philo-hellénique. Thefarie Velianas rend pourtant hommage de façon visible à la déesse carthaginoise Astarté, ce qui peut être considéré comme imposé par les Carthaginois, ou simplement attribué à un revirement politique interne à la ville.
L'inscription sur la lamelle semble établir que sa production, ainsi que la dédicace du temple, ont été effectués durant la troisième année du « règne ». La traduction exacte des concepts institutionnels reste difficile. Le "MLK" du texte punique correspond  (ma attenzione, le lamine non sono traduzioni l'una dell'altra) à l'étrusque zilath, plus proche du terme romain rex ou du grec autocrator.
Il est encore déduit du texte phénicien de la lamelle que Thefarie Velianas recherche une justification de son propre pouvoir par une sorte de droit divin. Le texte dans la proposition de Moscati, déclame que dans le temple : 

« ... il a construit une édicule vu qu'Astarté a mis dans sa main / de régner pour trois ans... . »

— Sabatino Moscati, Italia Punica, Rusconi, Milan, 1995, p. 350.
Une autre traduction du même texte précise :

« J'ai construit le temple parce que Astarté me l'a demandé... »

— AA.VV, Mauro Cristofani, Etruschi: una nuova immagine, Giunti, 2000. p. 131.
Cela signifie que Thefarie Velianas tente d'attribuer à la volonté de la déesse le pouvoir qu'il exerce sur sa ville.
Alors on peut se rappeler des prises de pouvoir en Étrurie par des chefs militaires, vrais seigneurs de guerre qui, comme les frères Vibenna, occupèrent les espaces politiques que l'ancienne aristocratie n'arrivait plus à maîtriser. Un autre exemple est l'élection, mal perçue par les autres villes étrusques, du roi de Véies Lars Tolumnius  peu d'années avant la chute de Véies dont parle Tite Live dans Ab Urbe condita libri (V.19).

## Sources
- (it) Cet article est partiellement ou en totalité issu de l’article de Wikipédia en italien intitulé « Thefarie Velianas » (voir la liste des auteurs).